# Greatest Flix III
Greatest Flix III — третий сборник видео британской группы Queen вышел 20 ноября 1999 года в формате VHS. В качестве промо выпустили новое видео Too Much Love Will Kill You, смонтированное из старых архивных кадров. Видео к Las Palabras De Amor до выхода в свет сборника официально не издавалось (съемка на телешоу The Top of the Pops).
1. Under Pressure (With David Bowie) (Rah Mix)
2. These Are the Days of Our Lives
3. Princes of the Universe
4. Barcelona
5. Too Much Love Will Kill You (Queen 'DoRo' version)
6. Somebody To Love
7. The Great Pretender
8. Heaven for Everyone
9. Las Palabras De Amor
10. Let Me Live
11. Living on My Own (1993 Radio Remix)
12. You Don't Fool Me
13. Driven By You
14. No-One but You (Only the Good Die Young)
15. The Show Must Go On (with Elton John)
16. Thank God It's Christmas